# Enkelejd Alibeaj
Enkelejd Alibeaj (ur. 11 września 1973 w Tiranie) – albański polityk Demokratycznej Partii Albanii, minister sprawiedliwości Albanii w latach 2007–2009.

## Życiorys
Ukończył studia prawnicze w Tiranie oraz kształcił się w medresach na Bliskim Wschodzie.
Brał udział w wojnach w Bośni oraz w Kosowie, gdzie walczył przeciwko wojskom jugosłowiańskim.
Od 20 listopada 2007 do 8 września 2009 pełnił funkcję ministra sprawiedliwości Albanii; w tym czasie wielokrotnie odwiedzał Prisztinę, spotkał się w tym czasie z ówczesnym premierem Kosowa Hashimem Thaçim.